# Uwe Wesel
Uwe Wesel (* 2. Februar 1933 in Hamburg; † 11. September 2023 in Berlin) war ein deutscher Rechtswissenschaftler und Rechtshistoriker, der an der Freien Universität Berlin lehrte.

## Leben
Uwe Wesel kam als ältester von drei Söhnen eines Maschinenschlossers und früheren Seemanns und einer Kinderkrankenschwester zur Welt und wuchs in Hamburg-Fuhlsbüttel auf. Der Vater war überzeugter Nationalsozialist; er verließ die Familie nach dem Ende des Zweiten Weltkriegs. In den ersten Nachkriegsjahren trug Uwe mit Schwarzmarktgeschäften zum Überleben der Familie bei, wurde deswegen 1947 von der Oberschule Alstertal verwiesen, nach zwei Jahren Mittelschule aber 1949 an der Oberschule St. Georg aufgenommen, wo er 1953 das Abitur ablegte. Anschließend studierte Wesel, der sich an der Schule vor allem für Mathematik und Naturwissenschaften interessiert hatte, an der Universität Hamburg Klassische Philologie bei Bruno Snell. Sein Studium finanzierte er durch Nachhilfeunterricht und Arbeit als Tallymann im Hamburger Hafen, bis er in die Studienstiftung des deutschen Volkes aufgenommen wurde.
1956 wechselte Wesel das Studienfach und nahm das Studium der Rechtswissenschaft auf, nach eigener Aussage, weil er sich für die Altertumswissenschaft aus Interesse an der Antike entschieden hatte, aber weder Lehrer noch Ausbilder von Lehrern werden wollte; zudem wurde er durch seinen Kommilitonen, den Juristen Otto Schily, beeinflusst. 1958 ging er an die Ludwig-Maximilians-Universität München, wo Wolfgang Kunkel, Direktor des  Leopold-Wenger-Instituts für Rechtsgeschichte, sein wichtigster Lehrer wurde. Bei ihm war Wesel von 1961 bis 1968 zunächst wissenschaftlicher Mitarbeiter, dann Assistent. 1961 legte er das Erste juristische Staatsexamen ab. Da er nur die Note „befriedigend“ erhielt, konnte er in München nicht promovieren und musste an die Universität des Saarlandes in Saarbrücken ausweichen, wo er 1965 bei Günther Jahr mit einer Dissertation zum Römischen Recht zum Dr. iur. promoviert wurde. 1966 bestand er in München das Zweite Staatsexamen mit der Note „gut“, und 1968 habilitierte er sich mit einer Schrift zum römischen Kaufrecht für die Fächer Rechtsgeschichte, Bürgerliches Recht und Zivilprozessrecht, wobei das dritte Fach erst im Zuge des Habilitationsverfahrens hinzugefügt wurde.
Wesel arbeitete zwei Monate probehalber in einer großen Anwaltskanzlei, entschied sich aber trotz der glänzenden Verdienstaussichten gegen eine Laufbahn als Rechtsanwalt, weil man dort, wie er in seinen Memoiren selbstironisch schreibt, „morgens schon um neun anfangen“ musste und er lieber ein ausgeschlafener als ein vermögender Mann sein wollte. Im Herbst 1968 ging er zunächst für ein Semester als Privatdozent an die Freie Universität Berlin und wurde dort als Nachfolger von Ulrich von Lübtow zum Ordentlichen Professor für Römisches Recht, Bürgerliches Recht und Zivilprozessrecht berufen. Die Ernennung erfolgte zum 21. März 1969. Damit geriet er zugleich mitten in die Diskussion um die Hochschulreform und die Unruhen der Studentenrevolte. Wesel hatte bereits in München begonnen, sich zu politisieren; er war zunächst Mitglied im Liberalen Studentenbund Deutschlands (LSD), der Studentenorganisation der FDP, und seit 1960 Mitglied der SPD. Die FU Berlin erhielt durch das Berliner Universitätsgesetz von 1969 eine Präsidialverfassung mit Drittelparität. Wesel setzte sich für die Wahl von Rolf Kreibich zum Universitätspräsidenten ein und erklärte sich dann bereit, sich als Kandidat der „linken Fraktion“ im Konzil um das Amt des Vizepräsidenten zu bewerben, wohl wissend, wie er später schrieb, dass er dadurch „nie wieder einen Ruf an eine andere Juristenfakultät erhalten würde.“ Mit 36 Jahren wurde er zum ersten Vizepräsidenten der Freien Universität gewählt. Anders als alle späteren Vizepräsidenten übte er das Amt neben seiner vollen Lehrverpflichtung aus. Das Universitätspräsidium mit Wesel war während seiner Amtszeit scharfen Angriffen von links und rechts ausgesetzt, in erster Linie durch die linksradikalen „Roten Zellen“ und die „Notgemeinschaft für eine freie Universität“, einen Zusammenschluss konservativer Professoren. Ende Juni 1973 trat Wesel aus Protest gegen den von ihm heftig bekämpften „Löffler-Plan“, eine Novellierung des Lehrerbildungsgesetzes, die die freie Prüferwahl im Staatsexamen einschränkte, von seinem Amt als Vizepräsident zurück und widmete sich in der Folge nur noch seiner wissenschaftlichen und publizistischen Tätigkeit.
Im März 2001 wurde Wesel emeritiert. Danach war er ab 2006 als Rechtsanwalt tätig.
Wesel war zweimal verheiratet und hatte einen Sohn aus erster Ehe. Er starb im September 2023 im Alter von neunzig Jahren.

## Veröffentlichungen
Zu Beginn seiner wissenschaftlichen Laufbahn beschäftigte Wesel sich vornehmlich mit Spezialfragen des antiken römischen Rechts. Die meisten seiner ab 1980 in rascher Folge erscheinenden Bücher behandelten dann rechtsgeschichtliche Themen oder waren Einführungen in das Recht, die sich über ein juristisches Fachpublikum hinaus an eine breitere Leserschaft richteten und hohe Auflagen erreichten (nach der Juristischen Weltkunde von 1984 vor allem das 1992 zunächst in der Anderen Bibliothek erschienene Fast Alles, was Recht ist, einer der wenigen Bestseller mit juristischer Thematik). Auf dem Gebiet der Rechtsgeschichte untersuchte er zum einen Frühformen des Rechts in vorstaatlichen Gesellschaften (1985), nachdem er sich bereits 1980 in Der Mythos vom Matriarchat, einer Untersuchung zur Stellung der Frau, kritisch von Johann Jakob Bachofen abgegrenzt hatte, zum anderen schrieb er zusammenfassende Überblicksdarstellungen, von denen insbesondere die Geschichte des Rechts (1997) zum Standardwerk wurde.
Sein wohl prominentestes Werk Fast alles, was Recht ist (zehn Auflagen) erfasste erst nach einem Hinweis von Manfred Günther, Autor des Buches Fast alles, was Jugendlichen Recht ist auch das Jugendhilferecht.
Für den Verlag C. H. Beck bearbeitete er 2013 zu dessen 250. Verlagsjubiläum eine Hälfte der Verlagsgeschichte. Seine Darstellung des Verlages im Nationalsozialismus unter der Leitung von Heinrich Beck stieß teilweise auf Widerspruch. Wesel stellte die Arisierung des Verlags von Otto Liebmann 1933 als einen Geschäftsvorgang dar, bei dem der gezahlte Kaufpreis dem tatsächlichen Wert des Liebmann-Verlages zur damaligen Zeit entsprach. Die Berufung von Carl Schmitt als Herausgeber der Deutschen Juristen-Zeitung, Heinrich Becks Beitritt zur NSDAP und die Herausgabe von juristischen Kommentaren zu expliziten NS-Gesetzen stellte Wesel als den „Zeitumständen“ geschuldet dar.
Wesel war Mitglied des PEN-Zentrums Deutschland und regelmäßiger Mitarbeiter der ZEIT, der Kritischen Justiz und des Kursbuches. Seine Texte zeichnen sich durch Distanz und Ironie aus; zum Spannungsverhältnis von Wissenschaft und Journalismus zitierte er gern Immanuel Birnbaum: „Im Idealfall weiß der Professor alles über Nichts und der Journalist nichts über Alles“. Er beobachtete als Journalist den Prozess gegen Erich Honecker und verfasste darüber ein Buch. 2021 legte er mit Wozu Latein, wenn man gesund ist? Ein Bildungsbericht seine Autobiografie vor.

## Politik
Wesel wurde 1974 aus der SPD ausgeschlossen, nachdem zwei vorhergegangene Ausschlussverfahren gescheitert waren. Der Parteivorstand begründete diesen Schritt damit, dass Wesel mit einem Vortrag über die Rolle des individuellen Terrors in der Arbeiterbewegung, den er vor dem Kommunistischen Studentenverband an der FU Berlin gehalten hatte und der im sozialistischen Berliner Extra-Dienst abgedruckt worden war, „taktische Ratschläge an Kommunisten“ gegeben habe. Laut Wesel bezweckte und erreichte er mit dieser Rede jedoch, dass der KSV die Sinnlosigkeit seiner Angriffe auf und Belästigungen von FU-Professoren erkannte und die Krawalle tags darauf endeten.
Ab dem 1. September 2008 war Wesel wieder Mitglied der SPD (Abteilung Grunewald).
1978/1979 war Wesel Mitglied der Jury des dritten Russell-Tribunals.

## Schriften (Auswahl)
- Die Hausarbeit in der Digestenexegese. Eine Einführung für Studenten und Doktoranden. v. Kleist, München 1966, ISBN 3-87440-123-5.
- Rhetorische Statuslehre und Gesetzesauslegung der römischen Juristen. C. Heymann, Köln 1967 (zugleich juristische Dissertation vom 29. Juli 1965, Universität des Saarlandes, Saarbrücken, unter dem Titel: Zur Methode der Interpretation von Gesetzen im römischen Recht.).
- Zur dinglichen Wirkung der Rücktrittsvorbehalte des römischen Kaufs. In: Zeitschrift der Savigny-Stiftung für Rechtsgeschichte, Romanistische Abteilung 85 (1968), S. 94–172 (zugleich Habilitationsschrift Ludwig-Maximilians-Universität München 1968).
- Der Mythos vom Matriarchat. Über Bachofens Mutterrecht und die Stellung von Frauen in frühen Gesellschaften vor der Entstehung staatlicher Herrschaft. Suhrkamp, Frankfurt am Main 1980 (= Suhrkamp Taschenbuch Wissenschaft. 333), ISBN 3-518-27933-5 (7. Auflage 1994)
- Aufklärungen über Recht. Zehn Beiträge zur juristischen Entmythologisierung. Suhrkamp, Frankfurt am Main 1981 (= Suhrkamp Taschenbuch Wissenschaft. 368), ISBN 3-518-27968-8.
- Frühformen des Rechts in vorstaatlichen Gesellschaften. Umrisse einer Frühgeschichte des Rechts bei Sammlern und Jägern und akephalen Ackerbauern und Hirten. Suhrkamp, Frankfurt a. M. 1985, ISBN 3-518-57706-9.
- Juristische Weltkunde. Eine Einführung in das Recht. Suhrkamp, Frankfurt am Main 1984 (= Suhrkamp Taschenbuch Wissenschaft. 467), ISBN 978-3-518-28067-6 (8. Auflage 2000).
- Recht und Gewalt. 13 Eingriffe. Kursbuch-Verlag, Berlin 1989, ISBN 3-88022-980-5.
- Fast Alles, was Recht ist. Jura für Nichtjuristen. Eichborn, Frankfurt am Main 1992 (= Die Andere Bibliothek), ISBN 978-3-8218-4092-5 (10. Auflage: C. H. Beck, München 2021, ISBN 978-3-406-73477-9).
- Der Honecker-Prozeß. Ein Staat vor Gericht. Eichborn, Frankfurt am Main 1994, ISBN 3-8218-0435-1.
- Die Hüter der Verfassung. Das Bundesverfassungsgericht, seine Geschichte, seine Leistungen und seine Krisen. Eichborn, Frankfurt am Main 1996, ISBN 3-8218-1381-4.
- Geschichte des Rechts. Von den Frühformen bis zur Gegenwart. (1. Auflage unter dem Titel: Geschichte des Rechts. Von den Frühformen bis zum Vertrag von Maastricht.) C. H. Beck, München 1997, ISBN 3-406-54716-8. (5., neu bearbeitete Auflage 2022).
- Risiko Rechtsanwalt. Blessing, München 2001, ISBN 3-442-15207-0.
- Die verspielte Revolution. 1968 und die Folgen. Blessing, München 2002, ISBN 3-89667-190-1.
- Recht, Unrecht und Gerechtigkeit. Von der Weimarer Republik bis heute. C. H. Beck, München 2003, ISBN 3-406-50354-3.
- Der Gang nach Karlsruhe. Das Bundesverfassungsgericht in der Geschichte der Bundesrepublik. Blessing, München 2004, ISBN 3-89667-223-1.
- Geschichte des Rechts in Europa. Von den Griechen bis zum Vertrag von Lissabon. C. H. Beck, München 2010, ISBN 978-3-406-60388-4.
- 250 Jahre rechtswissenschaftlicher Verlag C. H. Beck. 1763–2013. C. H. Beck, München 2013, ISBN 978-3-406-65634-7.
- Rechtsgeschichte der Bundesrepublik Deutschland. Von der Besatzungszeit bis zur Gegenwart. C. H. Beck, München 2019, ISBN 978-3-406-73439-7.
- Wozu Latein, wenn man gesund ist? Ein Bildungsbericht. C. H. Beck, München 2021, ISBN 978-3-406-78121-6.